# Rabirius (architecte)
Pour les articles homonymes, voir Rabirius.
Rabirius est un architecte romain du Ier siècle, actif durant le règne de Domitien dont il devient l'architecte attitré. Il dirige les plus grands travaux d'urbanisme lancés par cet empereur, notamment la construction d'un vaste complexe palatial sur le mont Palatin.

## Biographie

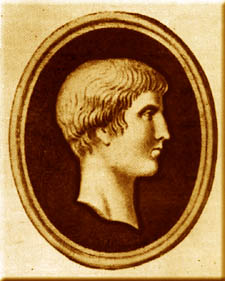
Le poète latin Martial.

Rabirius est né après 30 apr. J.-C. et a donc pu être témoin dans sa jeunesse des grands travaux menés par les architectes Severus et Celer avec notamment la construction de la Domus aurea. il est même possible qu'il ait eu l'occasion alors de travailler pour eux, acquérant une maîtrise qu'il exploite par la suite lors de la construction du palais de Domitien. Il est probablement décédé entre 100 et 115 apr. J.-C. et a donc été contemporain de l'architecte Apollodore de Damas qui a du arriver à Rome alors que les plus grandes réalisations de Rabirius sont en cours de construction.
Son nom n'est mentionné que dans les Épigrammes du poète latin Martial (c.39 - c.102) qui semble avoir été proche de Rabirius ou qui souhaite flatter l'empereur Domitien par l'intermédiaire de son architecte attitré, d'abord en insistant sur son talent et sa piété dans un premier passage puis en soulignant sa dévotion filiale en évoquant la douleur que Rabirius a éprouvée lorsqu'il a perdu ses parents, tous deux décédés durant la même nuit,.

« Ô toi qui souhaites à tes parents une vie longue et heureuse, tu liras avec plaisir le peu de mots gravés sur ce marbre : “Ces ombres chéries, Rabirius les a confiées à la terre ; il n'est point de vieillards qui aient accompli plus heureusement leurs destinées. Une nuit sans douleur a terminé les douze lustres de leur union ; un même bûcher a suffi à deux funérailles”. Cependant Rabirius se désole comme si ses père et mère lui eussent été enlevés à la fleur de l’âge. Non, rien n'est plus injuste que de tels pleurs. »

— Martial (traduction de V. Verger, N.-A. Dubois et J. Mangeart, 1864, lire en ligne), Épigrammes, Livre X, LXXI.

## Réalisations
Rabirius a dirigé les grands travaux de construction lancés durant le règne de Domitien qui en fait son architecte attitré. À Rome, il supervise la construction du palais de Domitien sur le Palatin (comprenant la Domus Flavia, la Domus Augustana et le Stadium Palatium), de l'odéon et du stade sur le Champ de Mars. Il est également à l'origine des plans de la villa Albanum Domitiani dont le domaine s'étend de la Via Appia jusqu'au lacus Albanus sur 1 400 ha.
On a vu dans le motif formé de deux anneaux accolés visible sur les vestiges des corniches provenant des monuments de l'époque flavienne la signature de Rabirius, ce qui lui aurait permis de signer ses œuvres en contournant l'interdiction de marquer de son nom les œuvres d'art et monuments impériaux.

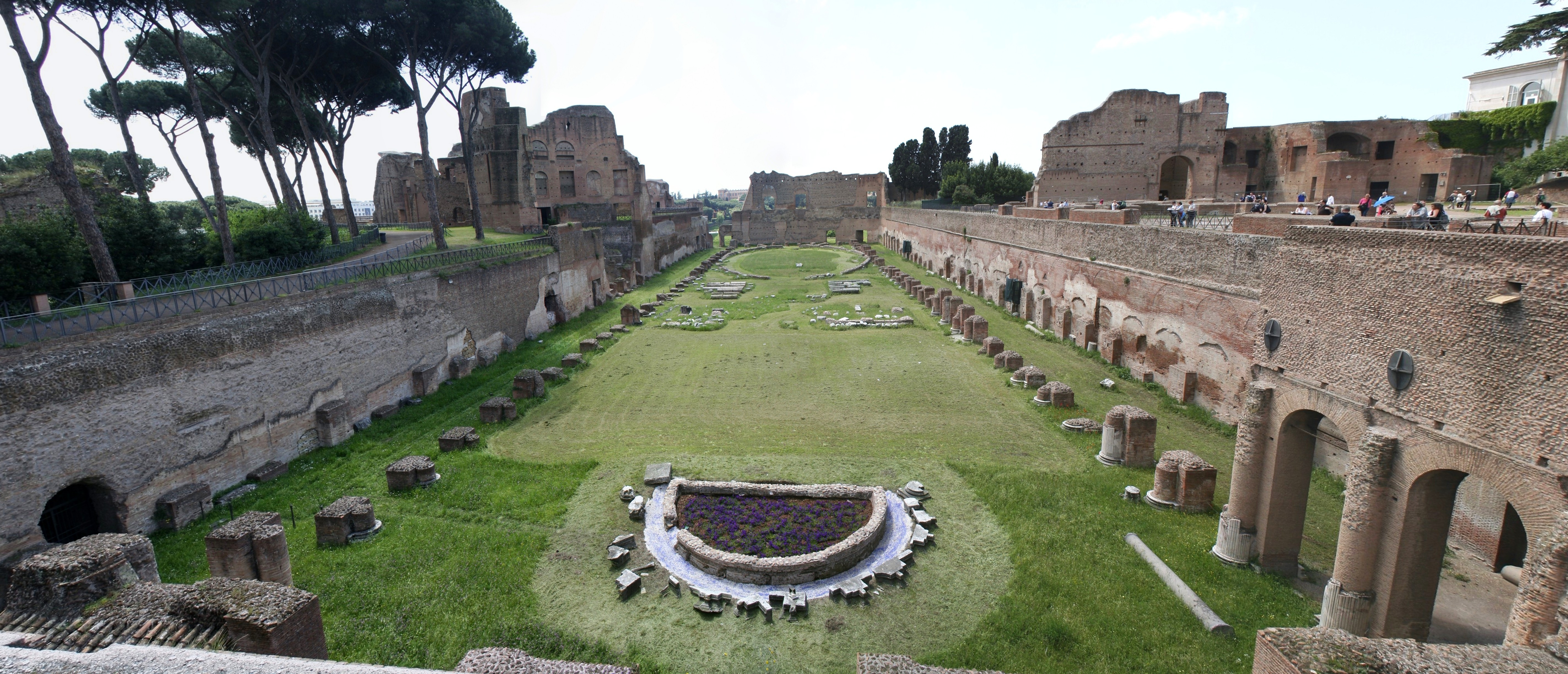
Vue panoramique du Stadium Palatium.
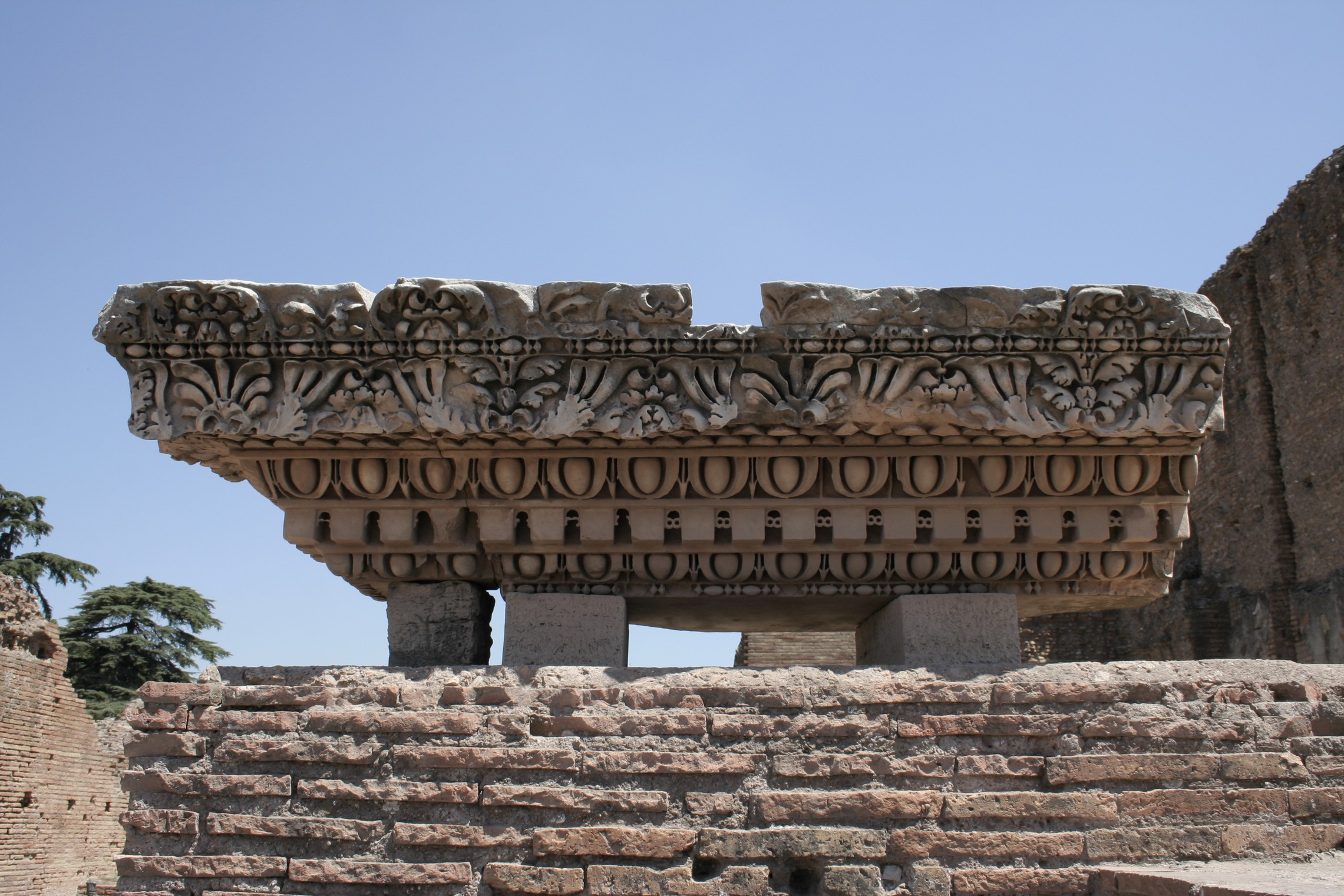
Morceau d'une corniche trouvé parmi les vestiges du Palais de Domitien. Les deux anneaux sont visibles entre chaque denticule.

### Palais de Domitien
« Ta pensée, Rabirius, embrassa le ciel et les astres, lorsque tu élevas, avec un art si merveilleux, l'édifice du mont Palatin. Si Pise veut quelque jour placer le Jupiter de Phidias dans un temple digne de lui ; c'est au dieu puissant de notre empire qu'elle devra demander ces mains si habiles. »

— Martial (traduction de V. Verger, N.-A. Dubois et J. Mangeart, 1864, voir en ligne), Épigrammes, Livre VII, LVI.
Rabirius conçoit pour Domitien un immense complexe contenant des jardins, un hippodrome, des bibliothèques et de grandes salles pour les réceptions officielles. Rabirius utilise le béton comme principal matériau de construction (opus caementicium) et intègre souvent dans ses plans des voûtes et des dômes. Les murs sont recouverts de marbres colorés.

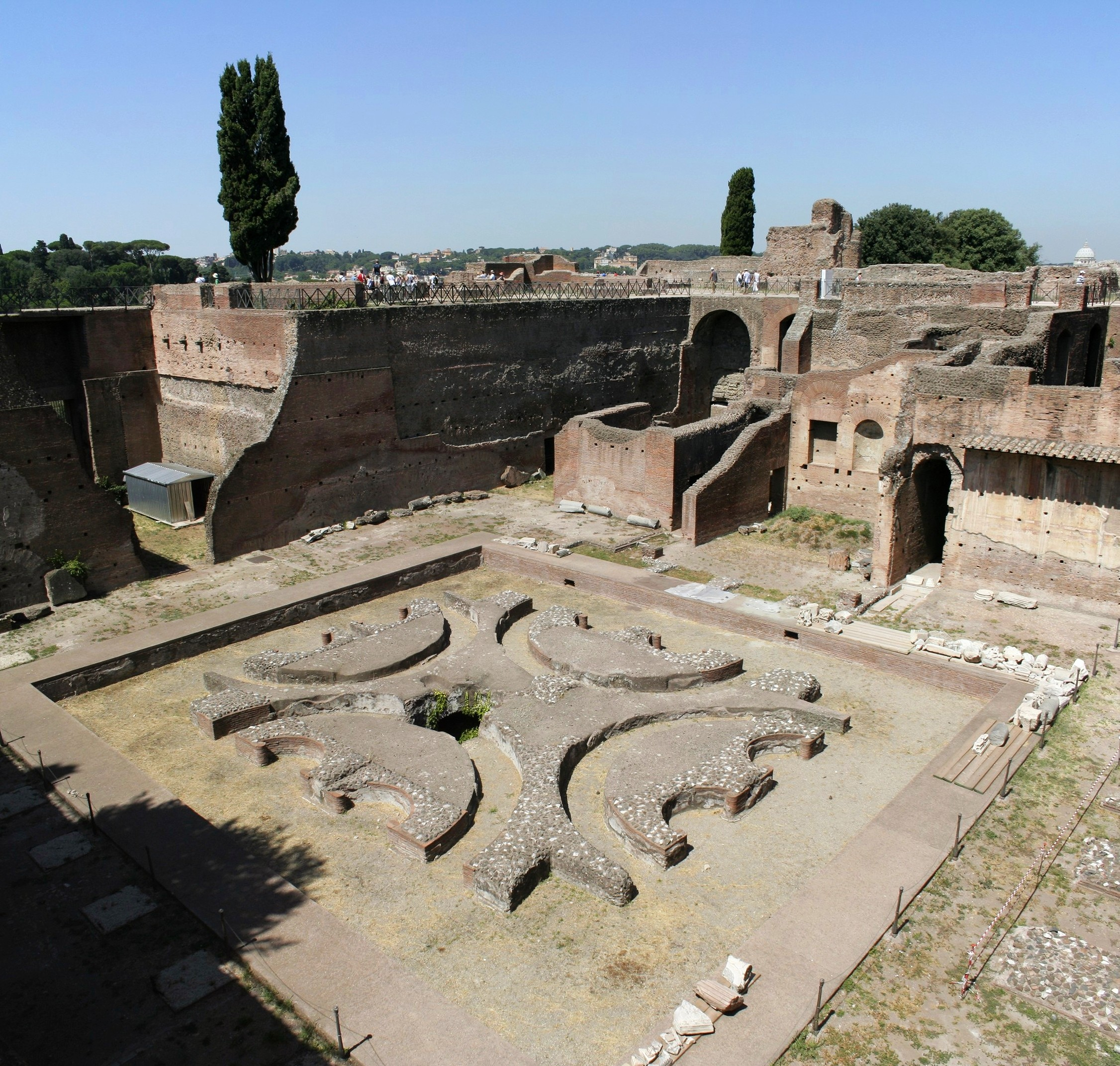
Cour intérieure de la Domus Augustana.
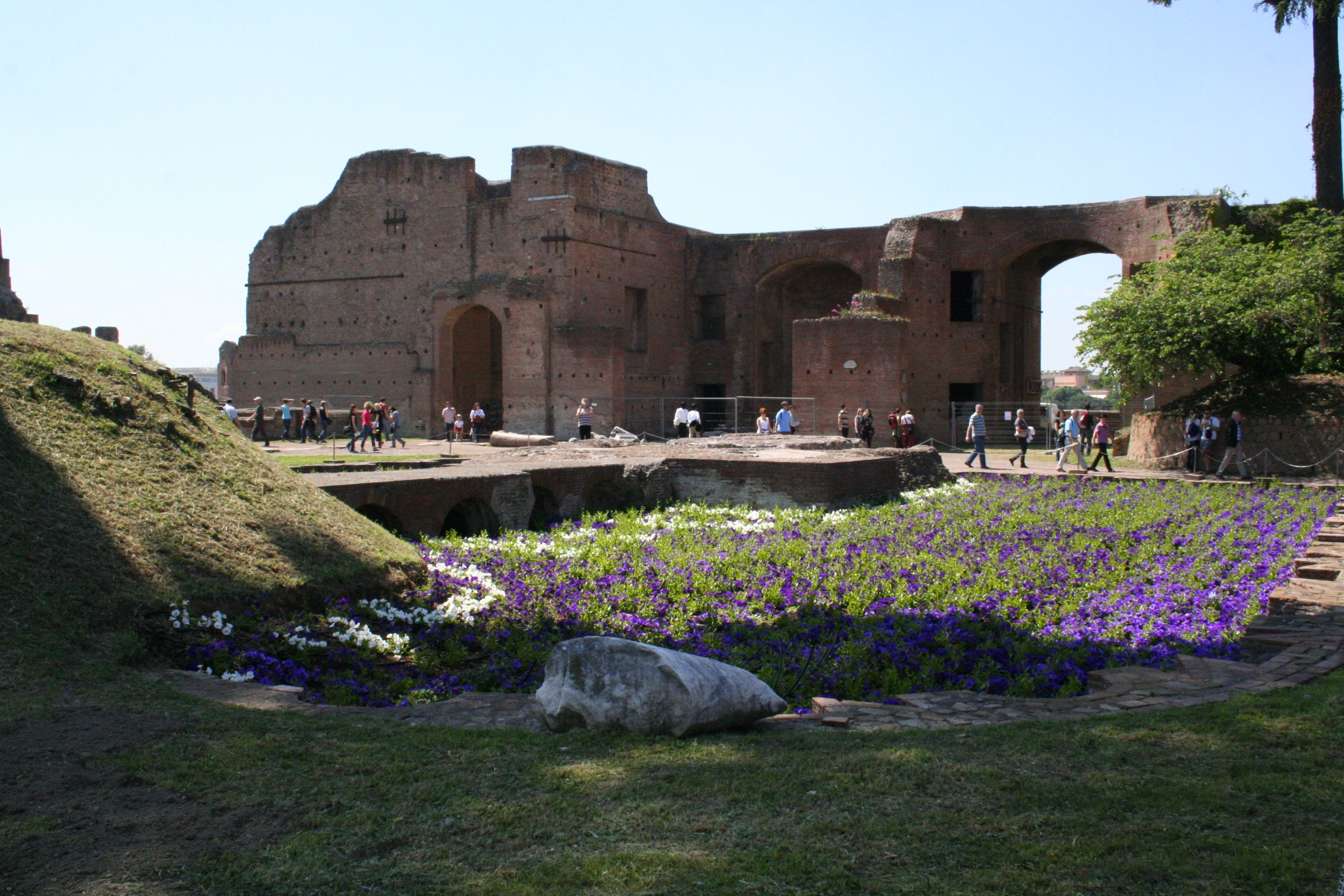
Emplacement du temple de Minerve, sur la plateforme au bout du petit pont, au milieu de la Domus Augustana.
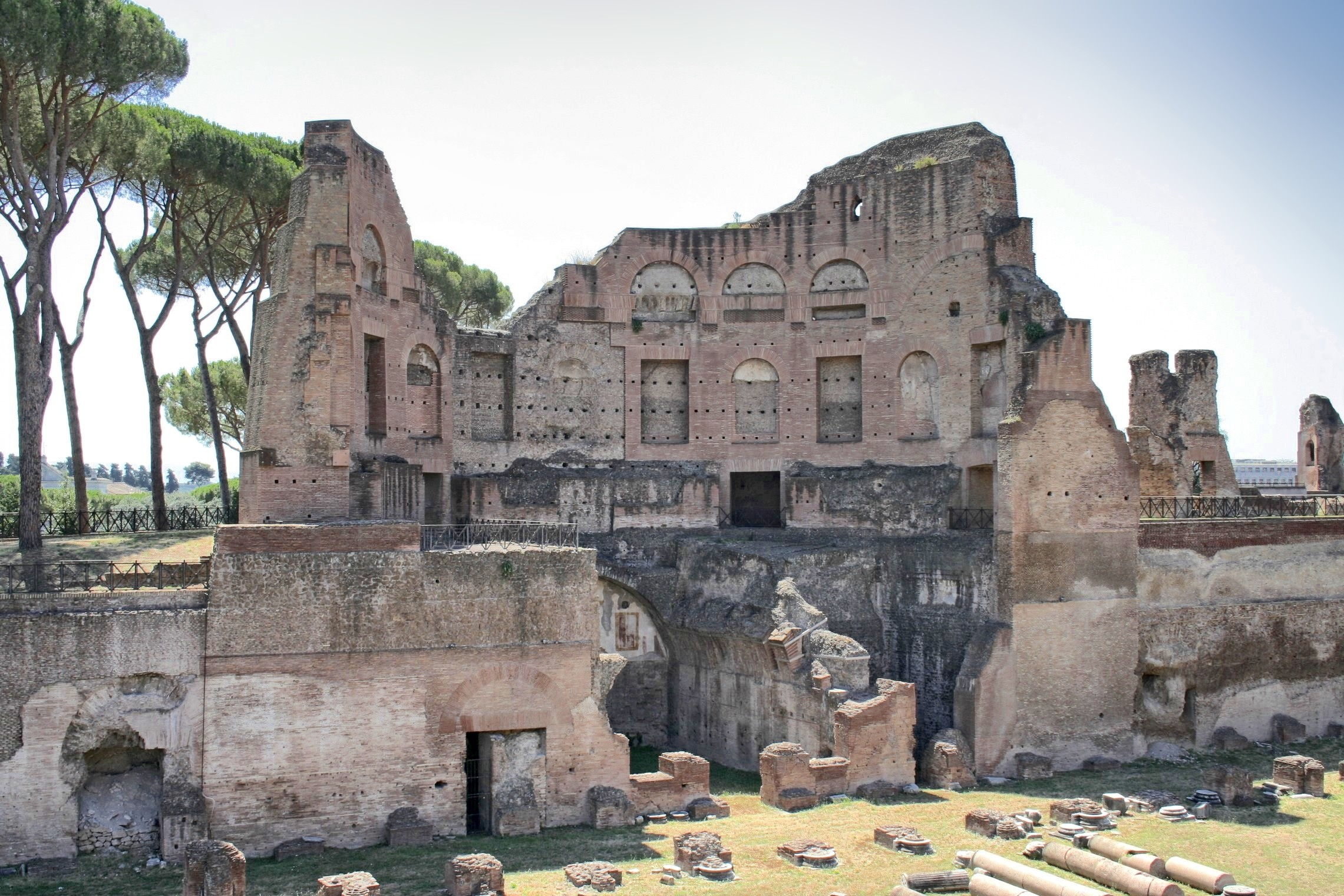
Pulvinar (loge impériale) du Stadium Palatium.

### Réalisations supposées
Il est possible que Rabirius ait également dessiné les plans et conçu en grande partie le forum transitorium et dans une moindre mesure le forum et les thermes de Trajan dont les travaux de terrassement ont peut-être débuté à la fin du règne de Domitien. Il n'a pas le temps de les achever avant l'assassinat de ce dernier. Nerva inaugure le forum transitorium en 97, puis c'est Trajan et l'architecte Apollodore de Damas qui reprennent et achèvent les travaux du forum et des thermes. Il est difficile de dire jusqu'à quel point les plans initiaux de Rabirius ont été conservés et quelle est la part ajoutée par Trajan et Apollodore de Damas. En ce qui concerne le forum transitorium, il devait être quasiment achevé à la mort de Domitien puisque Nerva l'inaugure assez vite après son accession au trône.
On attribue également à Rabirius l'aménagement des rives du fleuve Volturno et les travaux de la Via Domitiana qui relie Pouzzoles à Sinuessa, avec la construction d'un pont enjambant le Volturno et l'érection d'un arc de triomphe à la jonction avec la Via Appia.